# كاثي ويسيلوك
كاثي ويسيلوك (بالإنجليزية: Cathy Weseluck)‏ (من مواليد 21 أغسطس 1970 في تورونتو، كندا) هي ممثلة وكوميدية كندية.

## روابط خارجية
- كاثي ويسيلوك على موقع IMDb (الإنجليزية)
- كاثي ويسيلوك على موقع ميوزك برينز (الإنجليزية)
- كاثي ويسيلوك على موقع قاعدة بيانات الفيلم (الإنجليزية)
- كاثي ويسيلوك على موقع ANN person (الإنجليزية)